# Krigia montana
Krigia montana là một loài thực vật có hoa trong họ Cúc. Loài này được (Michx.) Nutt. mô tả khoa học đầu tiên năm 1818.